# Richard Mervyn Hare
Richard Mervyn Hare (Backwell, 21 marzo 1919 – Ewelme, 29 gennaio 2002) è stato un filosofo inglese della morale.
La sua teoria metaetica del prescrittivismo universale influì sulla filosofia morale per tutta la seconda parte del XX secolo.

## Biografia
Hare frequentò il Balliol College all'Università di Oxford. Servì inoltre la Royal Artillery dell'esercito inglese e fu catturato dai giapponesi durante la caduta di Singapore, rimanendo nelle loro mani fino al termine della seconda guerra mondiale.
Questa esperienza favorì un drastico cambiamento nel suo pensiero morale; egli iniziò a concentrarsi sul bisogno di immaginarsi nei panni di un'altra persona, al fine di pronunciare un giudizio morale. Alla fine della guerra tornò ad Oxford, dove coprì diverse cariche nell'arco di tempo dal 1947 al 1983; tra queste, White Professor di filosofia morale dal 1966 al 1983.
Il suo ultimo impiego accademico fu all'Università della Florida, come Graduate Research Professor di filosofia dal 1983 al 1994.
Alcuni dei suoi studenti divennero apprezzati filosofi, come Brian McGuinness, Bernard Williams e, forse il più noto, Peter Singer, che ha esplicitamente adottato molti elementi del pensiero di Hare.

## Pensiero filosofico
Hare fu largamente influenzato dall'emotivismo di Alfred Ayer e Charles L. Stevenson, dalla filosofia del linguaggio di J.L. Austin e dalla tarda filosofia di Ludwig Wittgenstein.
Ulteriori influenze provennero dall'utilitarismo e dalle idee di Immanuel Kant. Hare affermò che il ragionamento morale non dovesse essere basato sul principio di utilità, ma che ugualmente esso debba tenere in gran conto gli interessi delle persone. Questo rese le sue teorie ben distinte da quelle di utilitaristi come Jeremy Bentham. Allo stesso modo, Hare si dimostra kantiano allo stesso modo che utilitarista, come rende chiaro nel suo ultimo libro "Scegliere un'etica, Il Mulino, Bologna 2006".
La riflessione morale di Richard M. Hare è una delle più sistematiche applicazioni dei metodi della filosofia analitica ai problemi dell'etica. Essa sostiene che i giudizi morali che gli esseri umani formano ed in virtù dei quali regolano la propria condotta, hanno tre precise caratteristiche: 
1. l'universalità (ossia l'idea che un giudizio morale enunciato in particolari circostanze debba essere espresso nella medesima forma, quando si presentano situazioni simili, negli aspetti rilevanti, alle circostanze che ne hanno determinato l'originaria enunciazione);
2. il loro carattere prescrittivo (ossia il fatto che con l'esprimere un giudizio ci si impegna ad aderire ad esso con fermezza, ad agire in coerenza con esso e a fare in modo, attraverso un'argomentazione razionale e non per mezzo della semplice persuasione oppure della coercizione propagandistica, che anche gli altri facciano altrettanto);
3. il loro essere soverchianti (ossia predominanti, e dunque gerarchicamente superiori rispetto alle altre forme di giudizio, ad esempio quelle estetiche o quelle descrittivo fattuali).

Hare si inserisce nel filone di riflessione di carattere metaetico, peculiare della filosofia anglosassone della prima metà del Novecento e inaugurato da George Edward Moore (e che si svilupperà nelle riflessioni sul linguaggio di Wittgenstein e Austin) con i suoi "Principia Ethica" (1903), secondo il quale il compito del filosofo morale è quello di indagare le regole che sottostanno all'uso dei predicati etici; sarà perciò la chiarificazione del significato di termini come “buono”, “giusto”, “doveroso”, ad attirare l'attenzione degli studiosi che applicano i metodi della filosofia del linguaggio all'analisi dei termini e degli enunciati morali. Infatti, per evitare confusioni concettuali foriere di errori morali, va prima ben chiarito l'ambito linguistico di utilizzo dei termini: solo dopo questo passo potrà esserci discussione in etica, poiché ci sarà un accordo, a valle, sul significato dei termini che si utilizzano. È assente, nella riflessione di questi autori, la definizione di un modello normativo, eccetto per un riferimento all'utilitarismo da parte di Moore nel volume Ethics (1912).
Lo stesso Hare, all'inizio della sua riflessione, ritiene che prima di affrontare qualsiasi questione morale, ci debba essere un preliminare accordo sul significato dei termini utilizzati per enunciare le proprie prescrizioni. Il compito del filosofo morale si può efficacemente esplicare nella determinazione delle condizioni di possibilità dei giudizi morali, chiarendo le proprietà logiche dei termini che in essi occorrono; di converso, non è possibile una altrettanto efficace riflessione relativa all'etica normativa. I giudizi morali sono tali in primis se sono logicamente coerenti, ossia prescrittivi ed universali, poiché, secondo Hare l'etica è una branca della logica: “Io definisco l'etica teoretica una branca della logica, perché il suo scopo principale è scoprire il modo di determinare quali sono gli argomenti giusti rispetto alle questioni morali” (SO, p. 4). Pertanto, quando Hare sostiene in "The Language of Morals" (1952) che gli enunciati prescrittivi devono rispondere alla domanda "che fare?", egli asserisce che la forza motivante è intrinseca agli enunciati stessi: il dovere primario per il filosofo morale è operare dei ragionamenti logicamente coerenti al fine di agire in modo razionale.
L'analisi di Hare è comunque innovativa nella misura in cui riconosce agli enunciati dell'etica un significato autonomo: in tal modo, viene superare l'argomentazione svolta dall'emotivismo etico che, nella formulazione radicale di Ayer, non annetteva alcun significato alle proposizioni morali, mentre nella formulazione moderata di Stevenson, postulava l'esistenza di un generico significato emotivo, secondo il quale gli enunciati dell'etica avevano il compito di persuadere l'ascoltatore. Hare invece è convinto che le proposizioni della morale possiedono un significato peculiare, quello prescrittivo, in quanto devono fornire ragioni per la condotta: l'etica gode dunque di uno spazio autonomo, giacché le sue proposizioni non devono essere vere o false, bensì universali e prescrittive nel senso sopra definito: è questo il non cognitivismo di Hare.
La convinzione secondo cui l'etica sia una branca della logica promuove un'analisi semantica degli enunciati morali, tesa a chiarire la funzione ed il significato che essi svolgono all'interno del linguaggio morale, unitamente al fatto che tali enunciato influenzano la condotta, determinando le decisioni. Gli enunciati dell'etica sono perciò analizzati in virtù di determinate regole d'uso, ossia in virtù delle consuetudini secondo cui i parlanti li impiegano nel linguaggio nel quale esprimono tali enunciati. Il senso delle proposizioni e dei termini etici infatti coincide con le loro regole d'uso; il fatto poi che ogni lingua e cultura possieda dei differenti segni fonetici per esprimere i concetti morali, non significa che non esistano regole d'uso universali che regolino l'utilizzo dei concetti espressi dai termini morali. Per esempio, se un termine come “ought” (dovere) è utilizzato in senso etico, esso avrà un contenuto concettuale comune alle differenti lingue, poiché in ogni linguaggio esso segue determinate regole d'uso che lo collegano all'espressione di un'obbligazione. Pertanto,
(Sorting out Ethics, 1997, p. 6)
le quali, per gli enunciati contenenti il verbo “dovere”, sono la universalità e la prescrittività. Ciò vuol dire che
(Sorting out Ethics, p. 1)
Hare tuttavia, a partire da "Freedom and reason" (1963), sembra più incline a dedicarsi alla disamina della condotta pratica, senza però elaborare una dottrina normativa, anzi, rimanendo convinto del fatto per cui essa esula dal compito del filosofo morale, il quale non la può fondare in modo razionale. Per questo, accanto ad una definizione di carattere “pratico” delle proprietà logiche dei termini morali, egli rimane convinto che, una volta chiariti i loro significati, gran parte del lavoro sia compiuto: l'enunciazione di regole per rendere coerente e chiaro il nostro ragionamento morale è una condizione essenziale per agire correttamente. Ciò che rimane fondamentale è la correttezza formale delle analisi del filosofo, il quale peraltro sa che le proposizioni dell'etica, essendo non verificabili in quanto prive di significato descrittivo, non possono avvalersi, per essere fondate, delle procedure razionali proprie delle posposizioni scientifiche. Il valore che dunque va promosso, in primo luogo e preventivamente, è quello della coerenza logica dei nostri giudizi, ovvero la necessità di affermare il loro accordo con le regole d'uso dei termini che li compongono. Se un giudizio si mostra non universalizzabile, esso non è un giudizio morale e colui che pretende di impiegarlo come tale mostra di non conoscere il significato dell'universalità.
I due elementi base che compongono l'argomentazione morale sono perciò la logica ed i fatti empiricamente osservabili; tra di essi, la logica possiede una indubbia priorità epistemologica, sebbene cronologicamente siano in genere i fatti non morali, ossia i caratteri contingenti delle situazioni in cui si agisce, ad essere incontrati per primi nella realtà.
Per questo Hare ritiene che per il filosofo non sia possibile obbligare nessuno ad agire in un certo modo, ma che sia necessario, per giustificare una certa scelta, fornire delle valide ragioni all'individuo per indurlo ad agire in base ad essa. Pertanto, l'eventuale decisione in contrasto con un principio morale razionale, non è imputabile ad un difetto dell'argomentazione, bensì ad una mancanza dell'individuo, il quale si mostra incapace di accettare pienamente la ragione che gli viene fornita come motivo dell'azione: come detto, per Hare se ciò accade, significa che l'individuo non è in grado di ragionare in modo critico in etica. Per questo si può dire che la teoria etica di Hare sia “internalista”, poiché, in quanto analisi concettuale delle proposizioni dell'etica, essa dichiara che accettare una prescrizione morale significhi eo ipso anche possedere una motivazione per agire come essa prescrive. Si può altresì dire che l'individuo che agisce contro il prescrittivismo opera una errata valutazione della situazione che affronta, perché possiede delle informazioni limitate, sia sui fatti, sia sul significato dei termini attraverso cui egli mette in forma linguistica le proprie scelte e comprende le preferenze altrui, anch'esse espresse linguisticamente. Pertanto, l'individuo agente deve compiere, quantomeno a livello ideale, un ragionamento che si potrebbe definire logico e teoretico, e solo in un secondo momento etico, dato che, come detto, per Hare il fondamento della giusta condotta è una piena capacità di pensiero morale razionale, di cui l'analisi semantica rappresenta un caposaldo.
L'elemento di novità che comunque comincia a farsi strada nella riflessione di Hare in "Freedom and reason" (ma nemmeno in "The Language of Morals" esso era del tutto assente) è però significativo: Hare a questo proposito sostiene che la sua teoria etica, denominata “prescrittivismo universale” è realmente cogente se mostra di possedere delle implicazioni normative. Per di più, Hare lascia trasparire una certa inclinazione per l'utilitarismo, ma ritiene che esso sia solo una delle dottrine normative che possono accordarsi col prescrittivismo da lui elaborato. Questi infatti può benissimo fornire efficaci indicazioni per la condotta ed impiegare in modo strumentale alcune categorie concettuali dell'utilitarismo, il quale, depurato della sua componente edonistica ed eudemonistica, è un suo corollario. In particolare, l'universalità, pur rimanendo una regola di natura logica, può avere un'applicazione pratica, in quanto essa impone di giudicare allo stesso modo situazioni simili, ovvero impone di essere del tutto imparziali quando si affrontano questioni pratiche e di essere disposti a soppesare in modo appunto imparziale le inclinazioni, gli interessi e gli ideali delle persone coinvolte. Questo processo si attua attraverso la procedura dell'inversione dei ruoli che, condotta attraverso l'immedesimazione ed un atteggiamento simpatetico, deve consentire al soggetto di immaginare quel che l'altro prova, permettendogli di capire quel che lui stesso proverebbe se si trovasse in quella condizione, dotato di quelle particolari inclinazioni. Pertanto, un giudizio morale è tale se supera una sorta di test di universalizzabilità, ovvero se chi lo enuncia nella situazione S è disposto ad enunciarlo per tutte le situazioni simili ad S negli aspetti rilevanti ed è altresì disposto a prescrivere la medesima condotta nel caso egli si trovasse nei panni dell'altro individuo: chi non accetta questi presupposti, non enuncia giudizi morali. Dunque, un interesse conta più di un altro solo se espresso da un giudizio universalizzabile e, di riflesso, se a posteriori mostra di procurare conseguenze positive: vi è qui un riferimento al precetto evangelico che chiede di non fare agli altri quello che non vuoi sia fatto a te.
Tuttavia, si è fatto notare che è possibile che un soggetto, pur accettando i presupposti formali del prescrittivismo, possa poi comunque agire, a livello pratico, in modo immorale: è il caso del fanatico nazista che afferma che, nel caso si scoprisse che lui avesse lontane origini ebraiche, accetterebbe di essere ucciso nei forni crematori. Hare ammette che, di fronte ad un fanatico di questo tipo, la sua teoria etica potrebbe fare ben poco, poiché essa propone solo delle ragioni logiche, non pratiche, agli individui, i quali possono anche accettare tali ragioni, ma agire diversamente. Ad ogni modo, aggiunge l'autore in modo consolatorio, per fortuna i fanatici di questo genere sono rari.
Anche per rispondere a queste obiezioni che lui stesso riconoscerà come in parte fondate, Hare nelle opere successive apporterà delle modifiche alle sue riflessioni morali, nel tentativo di completare il prescrittivismo attraverso l'utilitarismo, visto adesso come dottrina coerente con il prescrittivismo stesso. I risultati dell'analisi metaetica devono rimanere come punti saldi, assodati, ma sembra farsi strada l'esigenza di una più stringente riflessione di stampo normativo che possa influenzare realmente la condotta. L'utilitarismo non viene ad essere più un semplice corollario o uno strumento del prescrittivismo universale, ma è ad esso organico, in quanto deriva logicamente dal prescrittivismo stesso, il quale permane come suo presupposto formale, a priori. In altre parole, i giudizi morali universali e prescrittivi, se utilizzati nel modo corretto, non possono che condurre, sul piano normativo, ad una dottrina utilitarista, sebbene non sempre nella pratica gli individui agiscano di conseguenza.
In particolare, l'adesione all'utilitarismo della preferenza nasce non solo da un rifiuto dell'edonismo, già chiaro in Freedom and Reason, ma anche, come aveva sostenuto a suo tempo H. Sidgwick (1838-1900), dalla convinzione che vi debba essere una distinzione tra la teoria etica (“una teoria etica costituisce una risposta alla domanda centrale dell'etica teorica di quali siano, in via di principio, le condizioni necessarie e sufficienti dell'agire moralmente retto e doveroso…ma nulle dice circa il modo in cui, in concrete situazioni di scelta, si deve deliberare”) e il metodo di deliberazione, il quale “si articola in una serie di direttive indicanti le operazioni che si debbono fare al fine di individuare, in concrete situazioni di scelta, quale sia l'azione moralmente retta e doverosa”. Secondo Hare, come il prescrittivismo può fornire una base formale ed universale all'utilitarismo, allo stesso tempo quest'ultimo può diventare il completamento del prescrittivismo. Inoltre, per rendere conto in modo più chiaro dell'effettivo svolgimento del nostro pensiero morale (il quale è molto complesso e non riducibile ad un insieme di procedure esclusivamente razionali), egli elabora la dottrina dei due livelli del pensiero morale. In tal modo Hare ritiene di poter spiegare sia quale dovrebbe essere un pensiero morale ottimale, sia quale ruolo e, entro certi limiti, quale funzione possono svolgere gli elementi non pienamente razionali o intuitivi sui quali spesso basiamo la nostra condotta.
Esiste un livello intuitivo, attraverso cui gli individui agiscono secondo le proprie intuizioni morali, le quali sono utilizzate in modo immediato ed acritico, specialmente quando gli individui non sono in grado di ragionare in modo lineare, per esempio perché inesperti o costretti ad agire in situazioni di stress, tensione, ovvero allorché non è possibile operare una valutazione completa della situazione. In questa fase chi agisce si affida alle proprie intuizioni morali, che Hare denomina principi prima facie. Questo livello di pensiero, le cui intuizioni non sono solo regole d'esperienza, ma qualcosa di più pregnante, ovvero principi la cui trasgressione provoca rimorso, possiede comunque un certo ruolo ed è in genere affidabile, soprattutto se deriva da una buona educazione e da buone esperienze precedenti. Il livello superiore, quello critico, caratteristico della riflessione razionale, condotta serenamente, a mente fredda, è paragonabile al modo in cui un ipotetico arcangelo affronterebbe le questioni morali:
(Moral Thinking, 1981, pp. 77-78)
Il livello critico seleziona i migliori principi prima facie utilizzati al livello intuitivo e, attraverso questa selezione razionale ed oculata, può porre fine ai conflitti e alle incoerenze fra principi che hanno luogo solo se non si è in capaci di pensare criticamente. Tra i due livelli di pensieri vi è un rapporto “moderatamente” gerarchico, in quanto il pensiero critico è teoreticamente superiore all'intuitivo, tuttavia, se una persona è stata bene educata (preferibilmente da un educatore utilitarista) ed è capace di esercitare il proprio pensiero morale in modo efficace, tra i due livelli, in gran parte delle situazioni quotidiane, vi è in genere accordo. Secondo Hare, l'utilitarismo è la dottrina morale che meglio si accorda con il livello intuitivo, quello attraverso il quale gli individui agiscono quotidianamente e che dunque rappresenta l'origine della maggior parte dei nostri comportamenti morali. Ciò significa che se un certo atto compiuto intuitivamente si rivela efficace, ossia benefico, la persona che lo ha compiuto lo riterrà d'ora in avanti tale e lo farà entrare nel suo patrimonio di principi prima facie. Per diventare un giudizio morale, questo atto dovrà però essere accettato dal pensiero critico, ovvero essere universalizzabile, prescrittivo e in linea con il dovere di giudicare imparzialmente fra le proprie preferenze e quelle altrui. Se esso soddisfa questi criteri, per il pensiero critico potrà essere considerato un principio morale valido non solo intuitivamente (ovvero prima facie), bensì anche razionalmente. Pertanto, una volta che si presenta l'occasione per applicare il suddetto principio, l'individuo vi farà ricorso in modo immediato, senza una nuova riflessione. I dettami dell'utilitarismo sono quelli che si mostrano in genere capaci, a livello critico, di essere espressi attraverso proposizioni prescrittive ed universali, e di produrre, a livello empirico, intuitivo, le conseguenze più benefiche, promuovendo le preferenze universalizzabili e dotate di una elevata utilità di accettazione.
I due momenti di pensiero non si succedono cronologicamente, né l'uno deve superare l'altro ma, come detto, l'ideale è che entrambi, nel proprio ambito di applicazione, siano efficienti. Essi non sono due modelli astratti, anche perché, nota l'autore, non esiste né un individuo che agisce solo intuitivamente, né un individuo che agisce solo criticamente (infatti solo un ipotetico arcangelo potrebbe fare così). L'ideale è ottenere la giusta miscela tra questi due modi di affrontare le questioni morali. Hare sostiene inoltre che solitamente, a livello intuitivo, si rivela più efficace l'utilitarismo della norma, mentre, a livello critico, l'arcangelo agirebbe secondo l'utilitarismo dell'atto, poiché egli non ha bisogno di rispettare delle norme, in quanto agisce spontaneamente nella maniera utilitaristicamente più efficace e corretta (e dunque ha incorporato in sé le regole).
Queste precisazioni servono all'autore per sfuggire alle accuse di eccessiva astrazione della sua argomentazione e, al contempo, all'obiezione secondo la quale la figura dell'arcangelo è irreale, alla pari di quella dello spettatore imparziale simpatetico (esplicitamente ripresa da Harsanyi dalla riflessione di Adam Smith). Si può qui osservare che, attraverso l'impiego della figura dell'arcangelo, Hare utilizza, come altri filosofi morali moderni, una “finzione logica”. Inoltre, la figura dell'arcangelo si differenzia da quella dell'osservatore imparziale simpatetico in quanto trova la sua giustificazione nell'universalità, ossia in una proprietà logica consistente nella possibilità di tenere conto di tutti i desideri delle persone coinvolte, ossia di occupare tutte le posizioni da loro occupate e giudicare alla fine nel modo giusto senza difficoltà.
Hare pensa che le contraddizioni che l'utilitarismo spesso ha mostrato nella pratica fossero dovute al suo esser privo di un fondamento formale a priori, come invece sarebbe il prescrittivismo, in quanto teorie etica. Il prescrittivismo è allora l'intelaiatura che sorregge l'utilitarismo in quanto dottrina normativa e, per questo suo ruolo, a livello formale, i suoi enunciati non possono ospitare riferimenti individuali.
L'utilitarismo, dal canto suo, possiede un carattere pratico che lo rende dinamico, attento ai fatti e in gran parte vicino al modo ordinario con il quale le persone affrontano le questioni morali.
Il tentativo di fornire all'utilitarismo un fondamento universale, di carattere logico, è di certo innovativo; l'utilitarismo si presenta da un lato come dotato di una base formale (poiché regolato dal prescrittivismo), dall'altro possiede un valore sostanziale, in quanto seleziona le preferenze degli individui che possiedono una elevata utilità di accettazione in quanto universalizzabili.
Per quel che riguarda i caratteri dell'utilitarismo, Hare appare vicino ai teorici moderni di esso: in particolare, condivide con J. J. C. Smart la possibilità di tratteggiare, per la prima volta, un utilitarismo non naturalista e non cognitivista. Hare inoltre rifiuta le restrittive nozioni di “piacere” e “dolore” e quella di “felicità”, ritenuta troppo vaga, assumendo invece il concetto di “preferenza” (derivato in gran parte da Harsanyi): essa infatti sembra essere più funzionale per cogliere l'ampiezza e la varietà delle motivazioni che spingono i soggetti ad agire. Pertanto, per l'utilitarismo di Hare:
- a) i giudizi morali devono essere universalizzabili;
- b) un giudizio deve altresì essere prescrittivo, ossia, dal punto di vista normativo, esprimere le preferenze valide del soggetto, mentre, dal punto di vista logico, deve indicare una condotta o un comportamento;
- c) le preferenze valide sono quelle che, solo se universalizzabili, mostrano di possedere una elevata utilità di accettazione, indipendentemente dalla singola persona che le sperimenta;
- d) tali giudizi devono essere accettati dal soggetto come vincolanti per tutte le situazioni simili, indipendentemente dal ruolo che egli occupa (vittima, carnefice); è questo il criterio di imparzialità assoluta;
- e) va massimizzata la somma totale delle singole utilità individuali (principio dell'ordinamento-somma);
- f) gli atti vanno promossi o vietati solo se aumentano o diminuiscono la quantità di benessere della società, ossia solo se promuovo o non promuovono le preferenze accettate;
- g) vanno promossi solo quegli stati di fatto che soddisfano al massimo le preferenze.

Si può vedere come tale utilitarismo sia altresì welfarista e consequenzialista: sebbene Hare sia conscio delle critiche sovente mosse a questi due concetti, egli vuol mostrare che anch'essi derivano logicamente dai presupposti formali (il prescrittivismo universale) che l'utilitarismo assume a proprio fondamento. Inoltre, se si legge il punto c), si nota come Hare non ritenga sia possibile escludere a priori tipi di preferenze, mentre Harsanyi (il quale ritiene peraltro che vada massimizzata l'utilità media della società, quella ottenuta sommando le utilità individuali e dividendola per il numero delle persone) distingueva a priori tra preferenze accettabili e non accettabili, mentre Hare pensa che una tale distinzione a priori non sia sempre affidabile, giacché va valutata la preferenza e la sua utilità di accettazione, sebbene egli alla fine concordi in sostanza con Harsanyi rispetto alle preferenze da escludere.
Per esempio, sostiene Hare, le preferenze di un sadico non vanno escluse dalla considerazione utilitaristica a priori, ma in quanto rivelano una utilità di accettazione pressoché nulla giacché non universalizzabili. Pertanto, oltre al pensiero critico, anche l'esperienza qui conta: è infatti dubbio che una società formata da sadici incrementi l'utilità della società stessa, mentre una società in cui più persone si comportano come Madre Teresa di Calcutta avrebbe una elevata utilità di accettazione. Hare sostiene che per fortuna la maggior parte delle persone possiede delle intuizioni tali che le conducono a preferire il comportamento di Madre Teresa di Calcutta e la riflessione critica approverà di certo, in quanto è la più razionale e benefica, questa inclinazione.
Questa forma di utilitarismo secondo Hare è conciliabile con l'etica di Kant, in quanto anch'essa è alla ricerca di un fondamento universale a priori. In realtà, la nozione di universalità in Kant ha un significato differente (per Kant sono doverosi in comportamenti contrari a quelli non universalizzabili), giacché in Hare essa è solo un presupposto logico, privo di effettivo carattere normativo. Come nota J. Mackie, questa nozione di universalità, non sembra adatta a porsi a fondamento di alcuna fondazione linguistica dell'utilitarismo stesso. La differenza con l'etica deontologica è dunque evidente:
La definizione che Hare fornisce del principio di utilità si basa su due premesse, una di natura metaetica, analizzata soprattutto nella prima parte della sua riflessione, la seconda di valore empirico. Secondo la premessa metaetica, “moralmente giusto in questa circostanza” nel linguaggio ordinario significa che io voglio che sia compiuta l'azione A invece che B in ogni circostanza come questa, tenendo conto che sono un individuo prudente e pienamente informato. La premessa empirica si fonda invece sull'idea per cui una persona prudente e pienamente informata, se può scegliere tra due azioni, sceglierà quella che massimizza i benefici (che ha le migliori conseguenze):
(M. Mori, 1984)
Ci sono stati diversi rilievi critici alla riflessione di Hare, diretti sia contro la sua fondazione logico-linguistica dell'etica, sia contro l'utilitarismo. Bernard Williams tra gli altri, ha contestato l'utilizzo dell'analisi logico-linguistica per elaborare la teoria etica (egli ritiene che tale analisi sia insufficiente e condotta con un grado troppo elevato di astrazione), e l'approdo all'utilitarismo, da lui ritenuta una dottrina che, se seguita fedelmente, conduce a conclusioni ripugnanti. In particolare, egli ha messo in discussione il presupposto consequenzialista, il fatto per cui l'utilitarista dovrebbe interessarsi solamente agli effetti dei suoi atti, senza badare al valore dell'atto stesso che viene compiuto. Pertanto, l'utilitarista potrebbe non solo accettare di compiere atti riprovevoli per un obiettivo valido, ma si sentirebbe finanche sollevato da qualsiasi responsabilità rispetto alla propria condotta, la quale risulterebbe dotata di valore solo se in grado di incrementare l'utilità complessiva, indipendente dal genere di atto compiuto. Per Williams (e pure per Rawls), ciò significa che l'utilitarismo non tiene in alcun contro la separatezza delle persone, il valore della loro integrità ed identità personale.
Altre critiche sono state condotte, per esempio da A. K. Sen, in relazione alla pretesa che il soggetto massimizzi le preferenze solo in condizioni di piena informazione: è infatti evidente che non è detto che se una persona non è sa di agire nel modo ottimale per raggiungere quello che preferisce, significa che si sbaglia nel comprendere quello che effettivamente desidera. Inoltre, non è possibile fare riferimento alla somma delle utilità individuali, senza alcuna attenzione per i bisogni e le esigenze dei singoli individui i quali, avendo capacità differenti, avranno esigenze e preferenze diverse, sia qualitativamente che quantitativamente. L'utilitarismo in sostanza non ritiene necessario considerare la descrizione delle qualità individuali per determinate la condotta più benefica, mentre Sen sostiene che le singole capacità vadano considerate. Per esempio, per un utilitarista due società, A e B, entrambe formate da due individui (x, y), la cui somma delle utilità individuali ha valore 2, sono egualmente preferibili e dunque di eguale valore. Questo però per Sen è un errore, in quanto esso non presta attenzione alla distribuzione dell'utilità. Infatti, nella società A, il valore dell'utilità può essere, per entrambi i suoi membri, uguale a 1 e dunque la distribuzione è equa; nella società B, invece, l'utilità di x ha valore 2 e quella di y è 0: è evidente che le due società non sono egualmente preferibili, perché solo A effettivamente si caratterizza per un'equa distribuzione.
Hare evidenzia come la gran parte delle obiezioni contro l'utilitarismo sia costruita ad arte per mettere in difficoltà l'utilitarismo stesso: vengono perciò presentati casi irreali (si immaginano situazioni estreme e drammatiche che metterebbero fuori gioco qualsiasi dottrina morale) per cui l'applicazione ad essi del suo modello di ragionamento morale, può condurre ad esiti controintuitivi e ripugnanti per la morale comune. In realtà, sostiene Hare, nella nostra vita è estremamente raro che ci si trovi di fronte a questi casi e ciò significa che l'utilitarismo in genere funziona, per quel che riguarda le normali vicende quotidiane. D'altra parte, è evidente che in condizioni eccezionali può succedere che gli individui non abbiano la possibilità di ragionare in modo critico ed è comprensibile che essi si comportino in base alle loro abitudini, all'educazione che hanno ricevuto (ossia secondo le proprie intuizioni) e possano compiere azioni che a mente fredda appariranno in contrasto con il pensiero critico ed antiutilitariste, ma che in quel momento difficile sembrano le più ragionevoli. L'utilitarismo non ha alcuna difficoltà ad ammettere che questo tipo di azioni, benché a volte a posteriori razionalmente insostenibili, erano quelle che, in quella particolare situazione, andavano compiute (MT, pp. 181–183).
In realtà, la risposta di Hare cerca forse di contrastare sul piano empirico e pratico delle obiezioni che hanno un carattere teorico, ossia che investono i presupposti della sua teorie etica: viene infatti messa in discussione la stessa idea della derivabilità dell'utilitarismo dal prescrittivismo. Si può notare a questo proposito come il welfarismo ed il consequenzialismo, da Hare ritenuti logicamente derivabili dal prescrittivismo universale, siano in realtà dei presupposti da lui introdotti in modo surrettizio per rendere cogente il suo utilitarismo della preferenza: non appare dunque possibile l'idea di un utilitarismo fondato su presupposti a priori, di carattere logico-linguistico. È come se il prescrittivismo universale da un lato e l'utilitarismo dall'altro, rimanessero come due elementi estranei e non interrelati.
Per quanto riguarda il welfarismo, il problema è che, contrariamente alla premessa empirica assunta da Hare, non sempre agiamo per incrementare il nostro benessere o quello sociale, ma non è detto che se non facciamo questo, siamo immorali. La morale di Hare e in genere quelle teorie basate sulla soddisfazione di preferenze razionali, sembrano essere morali del “tutto o niente”, in quanto o il comportamento è pienamente morale oppure non lo è, senza considerazione per le situazioni intermedie ed imputando alla sola debolezza del volere l'azione non in linea con il prescrittivismo. Pertanto, un conto è sostenere che, a livello metaetico, abbiamo il dovere di enunciare principi prescrittivi logicamente coerenti, ossia universalizzabili; un altro è invece asserite che, a livello pratico, le sole preferenze accettabili, quelle che passano il test di universalizzabilità, sono quelle che incrementano il benessere: quello che ci impone l'ambito metaetico sussiste indipendentemente da quello che facciamo a livello pratico. In secondo luogo, non sempre agiamo scegliendo l'atto che produce le conseguenze migliori, anzi, a volte scegliamo di compiere certe azioni indipendentemente dai loro effetti, ma solo perché le riteniamo doverose.
Hare pensa in realtà che gli effetti di un atto non sono il solo parametro di giudizio, giacché questo deve scaturire da un principio morale logicamente fondato, ossia valido di per sé. Se dunque atto “doveroso” significasse “capace di produrre gli effetti migliori”, Hare sarebbe un descrittivista, in quanto definirebbe un termine morale ricorrendo ad una proprietà non morale. In realtà, a livello formale, è fondamentale che la prescrizione in virtù della quale agiamo sia universalizzabile, ossia coerente con le regole d'uso del linguaggio morale. A livello pratico, invece, contano le conseguenze degli atti. Tuttavia, qui si apre una questione delicata: che valore possiede per Hare, alla fine, la razionalità di una prescrizione? Se infatti il suo valore è logico-linguistico, certamente quest'ultimo è intrinseco, ovvero indipendente dagli effetti che la prescrizione può produrre se messa in pratica, ma ciò vuol dire che per Hare “moralmente razionale” significa “coerente con le regole logiche” e che il livello pratico-normativo, per lui inevitabilmente consequenzialista, resta in secondo piano. In altre parole, il modello di ragione che Hare adotta, non sembra avere alcun valore strumentale o pratico, in quanto esclusivamente di carattere logico.
Per questo, è stata messa in forte discussione sia la validità dell'analisi linguistica dei termini morali (Williams sembra concludere altresì per l'inesistenza di uno specifico linguaggio morale), sia la possibilità di impiegare in ambito normativo una nozione di universalità che possiede un carattere logico. Le ragioni che Hare cerca di fornire a sostegno di una certa azione possiedono una natura estranea alla morale, ma sono prive di contenuto normativo, poiché espresse da regole logiche. Secondo Thomas Nagel, il tentativo di Hare:
La fondazione linguistica dell'utilitarismo sembra dunque gravata da una serie di problemi; d'altra parte, è molto dubbio pensare “che esiste un solo linguaggio della morale e un unico significato delle principali nozioni etiche”.
La sensazione che si ha, cercando di guardare all'opera complessiva di Hare, è che la sua riflessione sia significativa per quel che riguarda il tentativo di definire il senso di un linguaggio della morale e lo statuto epistemologico dei suoi concetti. È importante altresì il contributo di Hare al superamento della prima fase della metaetica analitica, meno incline ad impegnarsi in enunciazioni normative, e la ricerca di un qualche fondamento universale alla morale. Tuttavia, i punti critici sono proprio legati a questo orizzonte essenzialmente logico-linguistico di ricerca che non appare in grado di fondare un sistema normativo. D'altra parte, se l'universalità è in primis una regola logica ed il criterio fondamentale per accettare un ragionamento morale è la sua coerenza logica, come è possibile indicare delle ragioni pratiche, strumentali, per motivare l'azione? Hare in realtà sembra distinguersi dall'utilitarismo contemporaneo, il quale tende a fornire all'agente delle ragioni di carattere strumentale per l'azione, in quanto le sue ragioni sembrano invece possedere esclusivamente un valore teoretico e perciò la sola motivazione che egli sembra poter fornire all'azione è di carattere logico.
La teoria etica di Hare cerca allora di restituire autonomia all'etica, attraverso il suo affrancamento da modelli di spiegazione naturalistici e in particolare dalla convinzioni per cui gli enunciati dell'etica siano suscettibili di vero-falsità. La valorizzazione del modello di ragionamento morale e la separazione tra i due livelli del pensiero morale, sembrano però condurre Hare a rendere ancora più netta questa sua presa di distanza dall'orizzonte normativo, forse non nelle sue intenzioni, ma nei suoi risultati. L'opportunità di rifiutare qualsiasi riferimento, non solo ad elementi metafisici o naturalistici, ma pure a modelli di decisione morale anche solo parzialmente lontani dalla piena razionalità, conduce l'autore ad affidarsi ad un modello univoco di ragionamento, nel quale il ruolo degli elementi empirici sembra notevolmente ridimensionato. In altri termini, questi elementi non morali hanno certamente un'importanza, ma solo se vagliati dal pensiero razionale, ossia solo se il loro utilizzo ottiene il placet del pensiero critico, il quale in sostanza pare porsi come unico giudice della razionalità delle nostre intenzioni morali, ma sembra altrettanto impossibilitato a stabilire direttamente la piena razionalità delle nostre azioni morali.

## Opere
- Il linguaggio della morale (1952)
- Libertà e ragione (1963)
- Il pensiero morale. Livelli, metodi, scopi (1981)
- Plato (1981), non tradotto
- Scegliere un'etica (1997)